# Vrelo (Ub)
Vrelo (Servisch cyrillisch Врело) is een plaats in de Servische gemeente Ub. De plaats telt 1684 inwoners (2002).